# 安格爾峰
安格爾峰（英語：Angle Peak），是南極洲的山峰，位於帕爾默地東岸，處於孔多爾半島北部，在1974年由美國地質調查局繪入地圖，現時由南極條約體系管理。